# Inspirerede
Inspirerede var en protetantisk bevægelse, der opstod i 1700-tallet i Tyskland.  
De anerkendte ved siden af bibelen også tungetalen, som Helligånden inspirerer dem til. De forkastede eden, sakramenterne og andre ydre former.  
De nedstammer fra kamisarder, som var protestantiske bønder (hugenotter (calvinister)) i Cevennerne i Sydfrankrig. Efter at deres sidste opstand i 1704 var slået ned - og deres ledere var henrettede - flygtede en del af dem til Tyskland, hvor de kom under indflydelse af pietismen. 
Efter 1725 udvandrede flere tusinde via England, Irland og Skotland til Nordamerika, hvor nogle af dem stiftede kolonien Eben-Ezer Arkiveret 6. april 2018 hos  Wayback Machine i Georgia, og i 1855 kolonien Amana (Amana Colonies). Andre sluttede sig i tidens løb til herrnhuterne. Begrebet Amana er ligesom Eben-Ezer taget fra bibelen.